# لمیژتسه
لمیژتسه (به لهستانی: Lemierzyce) یک روستا در لهستان است که در گمینا سوونگسک واقع شده‌است. لمیژتسه ۶۳۰ نفر جمعیت دارد.